# Quiacaua abacta
Quiacaua abacta é uma espécie de coleóptero da tribo Eburiini (Cerambycinae); com distribuição apenas nos estados do Espírito Santo e Rio de Janeiro (Brasil).